# Becoming Elizabeth
Becoming Elizabeth ist eine amerikanisch-britische Dramaserie von Starz, die sich mit dem Leben der jungen Elisabeth Tudor, der späteren Königin Elisabeth I. von England, beschäftigt. In Deutschland wird die Serie über den Streamingdienst Starzplay ausgestrahlt. Sie startete am 12. Juni 2022.

## Handlung
Nach dem Tod von König Henry VIII. finden sich Elizabeth und ihre Halbgeschwister Mary und Edward – der im Alter von neun Jahren zum neuen König von England gekrönt wird – mitten in den Machtkämpfen am englischen Hof wieder.

## Produktion
Die Dreharbeiten zu Becoming Elizabeth fanden unter anderem im Cardiff Castle in Wales statt.

## Kritik
Die Kinozeitschrift Cinema fasst zusammen, dass sich der Film im Gegensatz zu Elizabeth, Elizabeth – Das goldene Königreich oder Maria Stuart, Königin von Schottland auf die Jugend konzentriert. Die Coming-of-Age-Story und „die royalen Intrigen, geschwisterlichen Auseinandersetzungen und romantischen Verwicklungen [heben sich] nur wenig von Serienvorgängern wie Die Tudors, The Spanish Princess oder The White Princess ab“. Becoming Elizabeth sei somit eine „solide, letztlich aber formale Geschichtsstunde“.
Laut RND Redaktionsnetzwerk Deutschland hebe sich die Serie „wohltuend von fiktionalisierten Royalty-Serien ab.“ Auch die deutsche Hauptdarstellerin wisse zu überzeugen.